# 川辺仏壇
川辺仏壇（かわなべぶつだん）は、鹿児島県南九州市川辺町で製造されている仏壇。金仏壇の京型仏壇で、組立て工程の一部に金箔押しが組み込まれている。昭和50年（1975年）5月、国の伝統工芸品に指定された。

## 概要
川辺仏壇は、各部門の職人たちによる技術の粋を集め、細部まで手が入れられ堅牢に製作されており、国産の仏壇としては価格も手頃となっている。川辺仏壇は完全分業で製造を行っており、仏壇本体を形作る『木地』、内部の屋根を作る『宮殿（）』、引き出しなどに施される『彫刻』、金属で細かな装飾を施す『金具』、彩を加える『蒔絵』、天然本黒塗りにより控えめな表面の艶を漆で表現する『塗り』、仕上げに純金箔や純金粉で輝きを持たす『箔』による7つの分業体制で製作され、各工程を経て完成。技法は、『木地は、スギ、ヒバ、ホオ若しくはマツ又はこれらと同等の材質を有する用材として、木地の構造は、「ほぞ組み」及び「ぞうきん摺り」による組立式であること』、『宮殿造りは、「本組技法」によること』、『塗装は、精製漆を手塗りすること』、『金箔押しをすること』、『金具は、銅若しくは、銅合金又はこれらと同等の材質を有する金属製とすること』、『漆は、天然漆とすること』となっている。平成19年（2007年）3月、鹿児島県川辺仏壇協同組合により特許庁の地域団体商標に登録された。商標登録番号は第5033691号。
南九州市川辺町は日本有数の仏壇産地であり、全国伝統的工芸品仏壇仏具展にて、昭和60年（1985年）開催の第8回と平成15年（2003年）開催の第17回で大臣賞を受賞するなど、国から表彰を受けた職人が多数いる。現在、川辺仏壇も職人の高齢化と後継者不足に陥っている。また、販路組織を持っていないため、製造本数では全国でも上位だが生産額では上位に入っておらず、まるで下請け同様の状態に置かれており、展示場も、組合が運営する『川辺仏壇工芸会館』があるものの、これ以外に公的な展示場は無い。過去に鹿児島県庁が調査した『川辺仏壇製造業産地診断報告書』では、「個人企業が多く従業員数や生産規模が零細」、「業者の多くは食っていけさえすればよいという感覚で内在する問題や今後のあり方に対する危機感がない」、「安い人件費を武器に低コストで販売する現在のやり方では安い外国製品の流入により苦境に立たされる可能性がある」、「現在の体制のままでは生産の維持や発展は望めない」、「改善点は、組合の基盤強化、販路拡大、産地のイメージアップとPR、新製品の開発等」と指摘されている。その指摘通り、近年は中華人民共和国やベトナム等からの安価な外国製品の流入で生産が減少している。
平成28年（2016年）からは新たな試みとして、川辺仏壇協同組合の青年部が気鋭のデザイナーと『川辺手練団』を結成。インテリアに溶け込む神棚、『金具』の技術を応用したランプシェード、『宮殿』の技術を応用したスピーカースマホスタンド、『蒔絵』の技術を応用したブローチハンガー、『彫刻』の技術を応用したフクロウや童子の彫り物など、デザインと仏壇作りの高い技術が融合した商品で、鹿児島県内外の展示会に出品し、インターネットでの販売も行っている。また、川辺仏壇工芸会館やイベント会場などにおいて、『金具』における彫金の技術を用いて様々な形や音の物を作れる風鈴制作体験や、『蒔絵』の技術を用いた螺鈿ストラップ制作体験も行っている。
平成24年（2012年）7月には、川辺仏壇協同組合より東日本大震災の被災地・陸前高田市へ、小型仏壇100基が寄贈された。なお、仏壇購入の際は川辺仏壇と、川辺仏壇の組合に属しておらず仕上げ工程だけを国内で行った製品を含めた中国製仏壇を間違われないように注意が必要である。ちなみに清水岩屋公園にある池の畔には川辺仏壇の技術を用いて金閣寺を模して作られた「桜の屋形」があり、知覧平和公園内にある『ミュージアム知覧』には、南九州市知覧町における隠れ念仏の資料が残されている。

## 歴史
仏教とゆかりの深い川辺地方では、1130年頃やって来て川辺を支配した平道房をはじめ、仏教文化を持ち鎌倉時代の初めに鹿児島県の南部で力があった河邊氏と、壇ノ浦の戦いで敗れ清水磨崖仏も刻んだと言われている平家の残党が、川辺町清水の渓谷を中心として供養や仏教の伝道にいそしみ、1200年頃には河邊氏の菩提寺が建てられるなど、仏教が盛んだった。そのため、この地には渓谷を中心として平家の落人が一族を弔うため彫ったと言われている磨崖仏や梵字が現存している。今でも、鹿児島県内において仏壇に関するものでは、延元元年（1336年）九月六日と記された漆塗りの位牌が現存している。だが、慶長2年（1597年）には島津義弘により、一向宗とも呼ばれていた浄土真宗の禁止と弾圧が始まり、江戸時代にも島津氏のもと継続。明治2年には、廃仏毀釈により鹿児島県内ほとんどの仏像や仏壇は焼失している。しかし、一向宗の禁止と弾圧が実施されても、『ガマ』の中で布教して念仏を唱え、見かけはタンスだが扉を開くと金色に燦然と輝く仏壇が内包されたものなど『隠し仏壇』などの隠れ念仏が作られ信仰は根強く残る。隠れ念仏によって仏壇は小型になり、今でも川辺仏壇に『ガマ』という型が作られているのは、その頃の名残で『隠し仏壇』の要素が今でも川辺仏壇のガマ型には色濃く残っていると言われている。
明治8年（1875年）11月27日に教部省により信教の自由保障の口達がなされ、明治9年（1876年）9月には信教の自由が許されるも、鹿児島県では弾圧が継続された形跡があり、事実上許されたのは明治11年（1878年）頃になってからと言われており、浄土真宗系の寺が川辺に建てられたのは、浄土真宗本願寺派の瑞芳寺が明治12年（1879年）3月、真宗大谷派の光徳寺が明治13年（1880年）8月14日だった。その後、池田某が仏壇製作を始めたのを皮切りに、川辺町でも公然と仏壇製作が始まり、今日の川辺仏壇の基盤となった。この池田某とは、明治17年（1884年）9月に加世田村宮原で生まれ、父親の薦めで12歳のとき京都へ仏壇の修行へ行き、技術、技法を継承した後、19歳頃に父親たちが住む川辺村清水田代に移り、明治36年（1903年）、この地で野崎の商人・前野伊右衛門の依頼により仏壇を造り明治36年2月10日に完成させたと言われている、池田清蔵のことだという説があり、その兄である池田一二も弟の清蔵に弟子入りしたと言われている。この地方はもともと一向宗が盛んだったため、仏壇も浄土真宗の金仏壇が中心となって発展したと言われている。仏壇生産がこの地で盛んになった理由として、廃仏毀釈で消滅した宝光院との関わりを挙げる者も多いが、盛んになった理由ははっきりしていない。鹿児島県では信仰の自由が認められた昭和に入ってもなお、隠れ念仏を継続していた地域があるほど、隠れ念仏は根強かった。その後、仏壇産業が栄え盛んになるのに伴い、他の産地への研鑽のための交流や修行がますます盛んになり、昭和29年（1954年）から蒔絵の指導で金沢市から来た会津若松市出身の蒔絵師・斎藤光男をはじめとする先人たちにより、川辺仏壇の技術は進歩。以前は、浄土真宗以外の宗派では唐木仏壇が一般的だったが、現在では宗派にこだわらず金仏壇になっている。